# Giovanni Boldù
Giovanni Boldù, né au XVe siècle à Venise et mort vers 1477, est un peintre et médailleur italien, actif à Venise de 1454 à 1475.

## Biographie
Les documents sur sa biographie sont incomplets et l'on ne connaît avec précision ni sa date de naissance ni celle de sa mort. Giovanni Boldù est cité à diverses occasions dans des documents vénitiens de 1454 à 1475.
De lui il reste quelques médailles en bronze signées datant de 1457 à 1458, sur l'avers où sont représentés les portraits de personnages d'époque comme Pietro Bono, Filippo Maserano, Filippo Vadi, influencé par le style de médailles de Pisanello. Pour le revers des médailles Giovanni Boldù s'inspire des figures antiques, en particulier les représentations des gemmes.
Giovanni Boldù signe ses médailles avec son nom complet et se qualifie en tant que peintre. Pour le moment, les recherches entreprises n'ont pas permis de lui attribuer ni des dessins ni des peintures.
Giovanni Boldù  est probablement mort peu avant l'an 1477,,.

### Sources
- (it) Cet article est partiellement ou en totalité issu de l’article de Wikipédia en italien intitulé « Giovanni Boldù » (voir la liste des auteurs).